# Ardea sumatrana
L'airone beccogrosso (Ardea sumatrana Raffles, 1822) è un uccello della famiglia degli Ardeidi.

## Distribuzione e habitat
L'airone beccogrosso è una specie stanziale diffusa dal Sud-est asiatico fino alla Papua Nuova Guinea e all'Australia. Si incontra soprattutto in aree costiere, come isole, barriere coralline, mangrovie e foci di grandi fiumi. Tuttavia, talvolta si spinge anche all'interno, negli stagni poco profondi.

## Descrizione
È un uccello di notevoli dimensioni: può raggiungere, infatti, i 115 cm di altezza. Somiglia molto all'airone rosso, ma ha dimensioni maggiori e colorazione più scura. Il piumaggio delle regioni superiori e delle ali è quasi completamente grigio scuro.

## Biologia
Va in cerca di cibo nelle acque basse, arpionando pesci con il lungo becco affilato. Prima di arpionare una preda, l'airone attende immobile che essa gli capiti a tiro o gli si avvicina lentamente.
Il suo volo è lento e maestoso. Come tutti gli aironi e i tarabusi, quando è in aria tiene il collo ripiegato, diversamente dalle cicogne, dalle gru e dalle spatole. In volo si notano bene le copritrici bianche del sottoala.

## Conservazione
Dato che è molto diffuso, nella Lista rossa IUCN l'airone beccogrosso è classificato tra le specie a rischio minimo.